# Александер Тшебінський
Александер Тшебінський (також Тшебєнський пол. Trzebieński) гербу Ястшембець або гербу Тшебінський (пом. 25 липня 1644) — римсько-католицький і державний діяч Речі Посполитої, дипломат; перемишльський єпископ (1642–1644); референдар великий коронний (1640–1643), підканцлер коронний (1643–1644).

## Життєпис
Александер Тшебінський народився орієнтовно у останній чверті XVI століття, був єдиним сином Станіслава Тшебінського, власника Чижикова та Германова (тепер — Тарасівка) біля Львова, й Єви з Нараєва Нарайовської. Батько невдовзі помер, і мати 1592 року вийшла заміж за Петра Ожґу, пізнішого референдаря коронного та старосту теребовлянського. Від цього шлюбу Александер мав двох зведених братів Яна та Пйотра, а також, сестру Катажину.
Навчався Александер у Академії Краківській, а також, за кордоном. Близько 1606 року навчався у Лувенському університеті, звідти поїхав до Парижу, де вивчав право та іноземні мови; відвідав з навчальною метою також Німеччину, можливо й Італію. Взагалі, він був, як пише Павло Пясецький у своїй «Хроніці..», людиною, навченою вимові й гуманістично освіченою.

### Світська та політична кар'єри
Після повернення з навчання, Александер Тшебінський розпочав працювати у королівській канцелярії, незабаром був призначений королівським секретарем. 26 грудня 1614 року був номінований на посаду львівського писаря (1614–1622). На сеймику у Вишні 11 квітня 1619 року його обрано маршалком, тобто представником шляхти трьох повітів Руського воєводства, які збиралися на воєводські збори у цьому місті. Був послом Руського воєводства на сейм 1621 і 1622 років.
26 серпня 1622 року король затвердив вибір місцевою шляхтою Тшебінського на посаду львівського підкоморія (1622–1636). Обирався послом на сейми варшавський 1626 року з воєводства руського, на сейм надзвичайний 1626 року із землі львівської, на сейм 1628 року з воєводства руського, на сейм конвокаційний 1632 року від землі галицької, під час якого був членом конфедерації генеральної, створеної 16 липня 1632 року. Як посол на сейм коронаційний 1633 року, увійшов до складу комісії щодо Смоленської війни й організації війська. Був послом на сейм 1634 року, де був призначений комісаром з Посольської ізби щодо оплати армії.
Під час Смоленської війни, наприкінці 1633 року король Владислав IV відправив львівського підкоморія Тшебінського як дипломатичного представника на чолі посольства до Османської імперії для спроби відвернення війни на другому фронті. Як посол, Тшебінський, зокрема, наголосив султану Мураду IV:
Для поляків, народу, що живе у найбільшій свободі, сама згадка про зміну віри, сплату данини та руйнування замків є взагалі неприйнятною, особливо доки можуть їхні правиці тримати зброю. І хоча я прийшов від мого короля щоб утвердити мир, я ненавиджу ці три найганебніші речі, і маю війну як найчесніший засіб..
Не отримавши жодних результатів, посольство повернулося до Польщі.
Займав посади духовного референдаря коронного (1640–1643), підканцлера коронного (1643–1644). Як сенатор духовний взяв участь у сеймі звичайному 1643 року. Був канцлером королеви Цецилії-Ренати і королівни Анни.

### Церковна кар'єра
Після смерті дружини 1636 року, Александер Тшебінський залишив світські посади для церковного служіння. У грудні цього року при поділі свого майна він уже виступає як канонік краківський і декан сандомирський. Обіймав також посади кустоса краківського, абата комендаторійного єнджеювського, абата кляштору у Гебдуві.
1 грудня 1642 року був призначений на посаду перемишльського єпископа, висвячений 15 березня 1643 року. Цього ж року брав участь у провінційному синоді у Варшаві.
Помер 25 липня 1644 року.

### Маєтності
Посідав ще від діда Миколая королівщини Гряда, Лисятичі та Білку Королівську (тепер — Нижня Білка). Після батька дістав у спадок Чижиків і частину Германова (тепер — Тарасівка); імовірно, після дядька Яна одідичив Венцславіци (пол. Więcsławice), Побіч і Яцків. 1618 року вітчим Пйотр Ожґа з матір'ю Євою Нарайовською поступилися Александру за королівським погодженням правами на королівщини Гряда, Ситихів і Волю Брюховицьку, половину млина та ставу у Грибовичах. Того ж року він придбав Пруси (тепер Ямпіль), наступного — іншу частину Чижикова. 1629 року набув права на половину Бібрки, Ланки, Лани та П'ятничани. 1633 року набуває війтівство та землі у Родатичах.
1636 року, після смерті дружини, своє майно Тшебінський відступив синам: Гряду з фільварками — Петру, половину Бібрки, Лани, Ланки та П'ятничани — Марціну; також добре упосажив двох доньок.

### Сім'я
На початку 1617 року одружився з Анною з Осси (пом. 1636), донькою Миколая Ожґи, ловчого львівського. Мали 4 дітей:
- Марцін — священник;
- Пйотр — священник;
- Реґіна — дружина львівського стольника Станіслава Ковальського;
- Маріанна — дружина подільського чашника Якуба Потоцького[2].